# Viola da gamba

speelwijze viola da gamba

De viola da gamba (Italiaans voor beenviool) is een familie van strijkinstrumenten die haar oorsprong heeft in de gitaar, meer bepaald de vihuela de arco. Het instrument verkreeg zijn huidige vorm in de 16e eeuw. Met name in Engeland waren in de 16e en 17e eeuw gambaconsorten (ensembles van verschillende gamba's) populair.

## Stemming en instrument
De gamba heeft vijf tot zeven (meest zes) snaren, gestemd als volgt van hoog naar laag (tenorgamba): d' a e c G D. Een zevende snaar (A) werd toegevoegd door Monsieur de Sainte-Colombe, deze liet een gevoeliger speelwijze toe.
Het is niet ongebruikelijk om deze stemming aan te passen; met name in de tabulatuurtraditie is het soms noodzakelijk om een of meerdere snaren te herstemmen.
Grotere gamba's worden tussen de benen geklemd. Vaak wordt gedacht dat de cello zich uit de viola da gamba ontwikkeld heeft. Dit is echter niet waar; de cello en de gamba zijn tegelijkertijd ontwikkeld. Een belangrijk verschil is dat de cello geen bundes heeft en dat de gamba onderhands, en de cello bovenhands wordt gestreken. Deze techniek is ook in andere culturen de meest gebruikte strijkhouding, zoals bij de Iraanse kemanche.
Het corpus (klankkast) van de contrabas heeft dezelfde vorm, toch is deze geen familie van de gamba, maar van de viola da braccio.
Ook de viola d'amore is een afstammeling van de viole da gamba (viole is het meervoud van viola).

## Verschillen tussen de viola da gamba en de viola da braccio
De viola da braccio (bekend vanaf ca. 1480) was een instrument (een armviool) met vergelijkbare eigenschappen als de viola da gamba. Uit de viola da braccia ontwikkelde zich later de vioolfamilie. Er zijn echter verschillen in bouw:
| Viola da gamba                    | Viola da braccio                 |
| --------------------------------- | -------------------------------- |
| 5-7 snaren                        | 4 snaren                         |
| variabele stemming                | vaste stemming in kwinten        |
| soms fretten (soms verplaatsbaar) | geen fretten                     |
| toegespitst bovenblad             | niet toegespitst bovenblad       |
| hoge zijranden                    | lage zijranden                   |
| vlak onderblad                    | gewelfd onderblad                |
| geen overstekende rand            | overstekende rand                |
| stompe hoeken                     | langgerekte hoeken               |
| C- of vlamgaten                   | F-gaten                          |
| milde gedekte klank               | volle ronde klank                |
| bespeling met hand onder de stok  | bespeling met hand boven de stok |

## Bekende gambaspelers

### Nederland
- Ralph Rousseau
- Piet Lentz

### België
- Wieland Kuijken
- Philippe Pierlot
- Pieter Vandeveire

### Spanje
- Jordi Savall

## Trivia
- De viola da gamba komt uitgebreid aan bod in de Franse film Tous les matins du monde uit 1991.
- De Matthäus-Passion van J.S. Bach gebruikt de Viola da Gamba in enkele aria's van het tweede deel.